# Sabine Baring-Gould

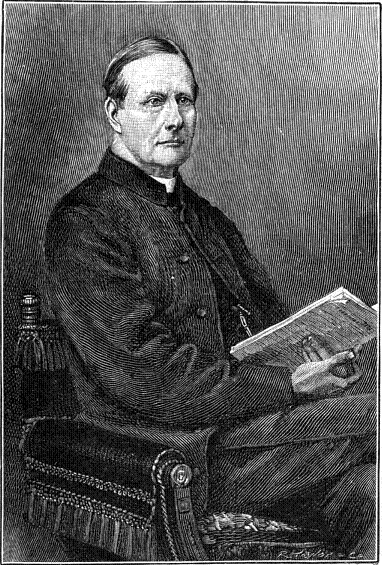
Sabine Baring-Gould um 1900

Sabine Baring-Gould (* 28. Januar 1834; † 2. Januar 1924) war ein viktorianischer anglikanischer Pfarrer, Hagiograf, Dichter und Schriftsteller sowie Sammler von Volksliedern. 

## Leben
Sabine Baring-Gould wurde in St Sidwell's, heute Teil von Exeter, im Südwesten von England geboren. Seine Eltern waren der Friedensrichter und Deputy Lieutenant Edward Baring-Gould (1804–1872) und Sophia Charlotte Baring-Gould (1808–1867). Der Vater unternahm mit seiner Familie ausgedehnte Reisen durch ganz Europa. Der junge Baring-Gould, zumeist durch Hauslehrer unterrichtet, entwickelte ein außerordentliches Talent für Fremdsprachen und beherrschte am Ende seiner Studienzeit an der Universität Cambridge sechs Fremdsprachen. Nach dem Abschluss seiner Studien unterrichtete Baring-Gould an einer Knabenschule, wo er als unkonventioneller Pädagoge auffiel; so beschreibt er z. B. in seiner Autobiografie, wie er zum Unterricht zeitweise mit einer zahmen Fledermaus auf der Schulter erschien. Im Alter von 30 Jahren erhielt er die höheren Weihen der anglikanischen Kirche und nahm im industriellen Norden, in Horbury (Yorkshire), seine erste Pfarrstelle an.
Soziale Vorurteile kannte Baring-Gould offenbar nicht, denn im Jahre 1868 heiratete er die Fabrikarbeiterin Grace Taylor (1850–1916), der er vorher eine Ausbildung finanziert hatte, die einer künftigen Pfarrersfrau angemessen war. Der anglo-irische Dramatiker George Bernard Shaw war über viele Jahre hinweg ein persönlicher Freund der Pfarrersfamilie, und möglicherweise war seine Komödie Pygmalion, die den Stoff für das Musical My Fair Lady lieferte, durch das Ehepaar Baring-Gould inspiriert.
Nach einem zehnjährigen Aufenthalt als Pfarrer in Essex konnte Baring-Gould im Jahre 1881 endlich die angesehene Pfarrei von Lewtrenchard am Rande des Dartmoor (Devonshire) übernehmen. Die Pfarrstelle war traditionell im Familienbesitz der Baring-Goulds, und die Einkünfte aus dem dazugehörigen Landgut erlaubten es dem Reverend, seiner großen Familie ein standesgemäßes Leben zu ermöglichen. Obendrein leistete er sich noch ausgedehnte Bildungsreisen, und mit großem Eifer sammelte er Bücher, ohne das Bücherschreiben dabei zu vernachlässigen.
Im Jahre 1916 verstarb seine Ehefrau Grace, die ihm während der fast fünfzigjährigen Ehe 15 Kinder geschenkt hatte. Baring-Gould folgte ihr acht Jahre später, nur drei Wochen vor seinem neunzigsten Geburtstag, und wurde neben ihr auf dem Friedhof in Lewtrenchard beigesetzt. 
Baring-Goulds Enkel William Stuart Baring-Gould tat sich literarisch als Kenner von Sherlock Holmes hervor. Er gab dessen gesammelte Kriminalgeschichten in einer kommentierten Edition heraus und verfasste eine fiktive Biografie des legendären Detektivs, wobei er Teile der realen Lebensgeschichte seines berühmten Großvaters mit Sir Arthur Conan Doyles mageren Angaben zu den Kindheits- und Jugendjahren seines Detektivs verwob. Später folgte eine ebenfalls fiktive Biografie des amerikanischen Superdetektivs Nero Wolfe.

## Literarisches Schaffen
Es gibt keine vollständige Liste von Baring-Goulds Veröffentlichungen, da manche Artikel anonym in Zeitschriften publiziert wurden. Die Rede ist von über 1.200 Büchern, Kurzgeschichten, Broschüren, Predigtsammlungen und diversen Artikeln. Darunter sind gut 30 Romane und sein Monumentalwerk Lives of the Saints in 16 Bänden. Hinzu kommen Bücher zu theologischen und moralischen Fragen, zur Sozialpolitik, über Lokalgeschichte und natürlich über seine Reisen, z. B. nach Südfrankreich und nach Island. Nach einer Broschüre der „British Library“ führte er mit der Flut seiner Veröffentlichungen zeitweise die Liste der fleißigsten Autoren in der gesamten englischen Literaturgeschichte an.
In einem seiner bekanntesten Romane, The Frobishers (1901), prangerte er die katastrophalen Arbeitsverhältnisse in den Keramikfabriken Mittelenglands, den Potteries von Staffordshire, an, und als einer der ersten Schriftsteller thematisierte er umweltbedingte Krankheitsbilder wie etwa die weit verbreitete Bleivergiftung, vor deren Auswirkungen viele Politiker im Interesse des wirtschaftlichen Booms die Augen verschlossen. 
In der Trostlosigkeit der Arbeitersiedlungen wandte sich der junge Vikar literarisch auch mystischen Themen zu. Sein Interesse an übersinnlichen Erscheinungen teilte er mit vielen Zeitgenossen. Erlebnisse auf seinen Reisen als Heranwachsender hatten ihn in Frankreich mit dem Werwolfglauben bekannt gemacht, und so verfasste er in relativ kurzer Zeit das erste Buch über diese Gestaltwandler in englischer Sprache, das 1865 unter dem Titel The Book of Were-Wolves erschien, welches sich an klassischen Mythen, volkskundlichen Überlieferungen und realen Fällen orientierte. In den Jahren 1866 und 1868 folgte in zwei Teilen das Werk Curious Myths of the Middle Ages, in dem Baring-Gould jeweils zwölf mittelalterliche Legenden kommentierte. Seine Kenntnisse verschiedener europäischer Sprachen erlaubten es ihm, auch entlegenste Quellen zu studieren und zu verarbeiten.
Besonders lag Baring-Gould die Erforschung und Aufzeichnung der regionalen Folklore am Herzen. Seine heute noch populäre Sammlung aus dem Jahre 1905 Songs of the West (überarbeitete Ausgabe von Songs & Ballads of the West, in Buchfassung erschienen 1891) mit Volksliedern aus Cornwall und Devonshire bezeichnete er als sein Lieblingswerk. Es folgten noch Bücher mit Volksliedern für den Schulunterricht und andere folkloristische Titel sowie Volksmärchen. Sein Choral Onward, Christian Soldiers! ist Allgemeingut geworden.

## Werke
- Iceland: Its Scenes and Sagas. Smith, Elder & Co., London 1863 (Archive)
- The Book of Were-Wolves: Being an Account of a Terrible Superstition. Smith, Elder & Co., London 1865 (Archive)
- Curious Myths of the Middle Ages. Vol. I, Rivingtons, London, Oxford, and Cambridge, 1866 (Archive)
- Curious Myths of the Middle Ages. Vol. II, Rivingtons, London, Oxford, and Cambridge, 1868 (Archive)
- The Lives of the Saints. 16 Bände (First Edition: John Hodges, London 1872; New and Revised Edition: John Grant, Edinburgh 1914)
  - Volume The First. January. (Archive)
  - Volume The Second. February. (Archive)
  - Volume The Third. March. (Archive)
  - Volume The Fourth. April. (Archive)
  - Volume The Fifth. May. (Archive)
  - Volume The Sixth. June. (Archive)
  - Volume The Seventh. July – Part I. (Archive)
  - Volume The Eighth. July – Part II. (Archive)
  - Volume The Ninth. August. (Archive)
  - Volume The Tenth. September. (Archive)
  - Volume The Eleventh. October – Part I. (Archive)
  - Volume The Twelfth. October – Part II. (Archive)
  - Volume The Thirteenth. November – Part I. (Archive)
  - Volume The Fourteenth. November – Part II. (Archive)
  - Volume The Fifteenth. December. (Archive)
  - Volume The Sixteenth. Appendix Volume. (Archive)
- Germany. Present and Past. Vol. 1, Paul, London 1879 (Archive)
- Germany. Present and Past. Vol. 2, Paul, London 1879 (Archive)
- Germany. Low, London 1883 (Archive)
- Songs & Ballads of The West. (herausgegeben mit Henry Fleetwood Sheppard) Methuen and Co., London 1891 (Archive)
- The Frobishers. Methuen and Co., London 1901 (Archive)
- A Book of Ghosts. Methuen and Co., London 1904 (Archive)
- Songs of The West – Folk Songs of Devon & Cornwall. (herausgegeben mit Henry Fleetwood Sheppard und Frederick William Bussell) Methuen and Co., London 1905 (Archive)
- The Lives of the British Saints. 4 Bände (herausgegeben mit John Fisher), The Honourable Society of Cymmrodorion, London 1907–1913
  - Volume I. 1907 (Archive)
  - Volume II. 1908 (Archive)
  - Volume III. 1911 (Archive)
  - Volume IV. 1913 (Archive)
- Devonshire Characters and Strange Events. John Lane, London, New York, 1908 (Archive)
- Cornish Characters and Strange Events. John Lane, London, New York, 1909 (Archive)